# Aramis Naglić
Aramis Naglić (Rijeka, 28. kolovoza 1965.), bivši hrvatski košarkaš, jugoslavenski i hrvatski reprezentativac. Bivši trener BC Vienna.
Igrao je na položaju krila.
Igrao je '80-ih, '90-ih i 2000-ih.
Kao član reprezentacije 1992. godine dobitnik je Državne nagrade za šport "Franjo Bučar".

## Igračka karijera

### Klupska karijera
U karijeri je igrao za "Kvarner", "Jugoplastiku", "Zadar", KK Cibona, KK Slovakofarma (Slovačka).

### Reprezentativna karijera
Nastupao je 1992. godine s hrvatskom reprezentacijom u Barceloni kada je osvojeno srebro. On je najtrofejniji riječki košarkaš.

## Trenerska karijera
Trener ekipe Kvarner 2010 od 2011. godine.